# Adolf Wolff
Pour les articles homonymes, voir Wolff.
Christoph Adolf Wolff (né le 10 août 1832 à  Esslingen am Neckar dans le royaume de Wurtemberg, et décédé le 29 mars 1885 à Stuttgart) est un architecte wurtembergeois, architecte conseil de la ville de Stuttgart.

## Biographie
Christoph Adolf Wolff, fils de Christoph Friedrich Wolff (1789–1845) et de sa femme Juliane Jakobine Seitz (1796–1859), est né à Wäldenbronn, actuellement un quartier d'Esslingen am Neckar. Il est diplômé de l'Institut polytechnique de Stuttgart, où il a suivi les cours d'architecture du professeur Gustav Adolf Breymann. Breymann lui-même se voit attribuer la construction de la synagogue de Stuttgart. À la suite de sa mort prématurée, le 17 août 1859, la fin du chantier est alors confiée à Wolff. 
En 1863, Wolff est nommé architecte de la ville de Stuttgart et est chargé de la rénovation de la synagogue de Crailsheim, une petite ville d'environ 3 000 habitants à l'époque, et située à 100 km au nord-est de Stuttgart.
En 1864, il épouse à Stuttgart, Elise Herter (1843-1894) avec qui il aura une fille.     
En 1869  Wolff construit la synagogue d'Ulm, puis en 1870, il s'installe à Nuremberg où il construit la synagogue de la Hans-Sachs-Platz, avant d'être nommé deux ans plus tard architecte de la ville. En 1873, il devient architecte de la ville de Stuttgart. Dans les années 1873 à 1877, il réalise les plans de l'ancienne synagogue d'Heilbronn, et termine en 1877 celle de Carlsbad (Karlovy Vary). En 1887, il bâtit, financée par l'homme d'affaires Izrael Poznański, la grande synagogue de Łódź, en prenant comme modèle celle de Königsberg (actuellement Kaliningrad).  Il est directement ou indirectement l'architecte de nombreux édifices religieux à Prague et en Russie.
Parmi les bâtiments publics, dont il a dessiné les plans, où dans lesquels il a été impliqué, on trouve l'ancienne gare centrale de Stuttgart et le Karls-Gymnasium de Stuttgart.  
Wolff figure dans de nombreux ouvrages de référence comme un architecte juif, mais il ne semble pas être d'origine juive,, même s'il a construit de nombreuses synagogues. À partir de 1878, sa santé se dégrade et il meurt prématurément en 1885. Il est enterré dans la partie chrétienne du cimetière Pragfriedhof de Stuttgart.

## Ses œuvres principales
- 1859–1861 : l'ancienne synagogue de  Stuttgart d'après l'avant-projet de Breymann. Détruite par les nazis.
- 1863: la synagogue de Crailsheim d'après l'avant-projet de Häfne
- 1863–1868 : l'ancienne gare centrale de Stuttgart.
- 1869 : l'ancienne synagogue d'Ulm. Détruite par les nazis.
- 1869–1874 : la synagogue de la Hans-Sachs-Platz à Nuremberg. Détruite par les nazis.
- 1873–1877 : l'ancienne synagogue d'Heilbronn. Détruite par les nazis.
- 1874 : l'école Johannes au 6-8 Johannes-Straße à Stuttgart
- 1874–1878 : la synagogue de Karlsbad (maintenant Karlovy Vary). Détruite par les nazis.
- 1876–1878 : l'école Stöckach au 18 Sick-Straße à Stuttgart
- 1876–1881 : l'église Saint-Matthieu au 52 Möhringer Straße à Walddorfhäslach, d'après les plans de l'architecte Konrad Dollinger, en collaboration avec kes architectes Stahl et Schiele
- 1877 : maison individuelle au 8a Alexander-Straße
- 1877–1878 : école élémentaire à Walddorfhäslach, (détruite).
- 1878 : usine de tissage à Lodz pour l'industriel Israel Poznanski, (probablement avec Hilary Majewski).
- 1881 : le bâtiment industriel urbain (Gewerbehalle) devenu ensuite le musée Linden avant son déménagement à son emplacement actuel[6].
- 1881–1883 : la clôture et le portail de la section juive du cimetière Pragfriedhof de Stuttgart.
- 1883–1884 : réalisation d'une gloriette avec un toit en fonte pour recouvrir la source Bopser dans la Hohenheimer Straße à Stuttgart, pour le compte de la ville.
- 1883–1885 : le Karls-Gymnasium au 38 Tübinger Straße à Stuttgart.
- 1883–1887 : la grande synagogue réformée de Łódź. Détruite par les nazis.
- 1884–1886 : l'école Jakob au 11 Jakobstraße à Stuttgart, (en collaboration avec P. Burkhardt)[7].
- Synagogues en Russie.

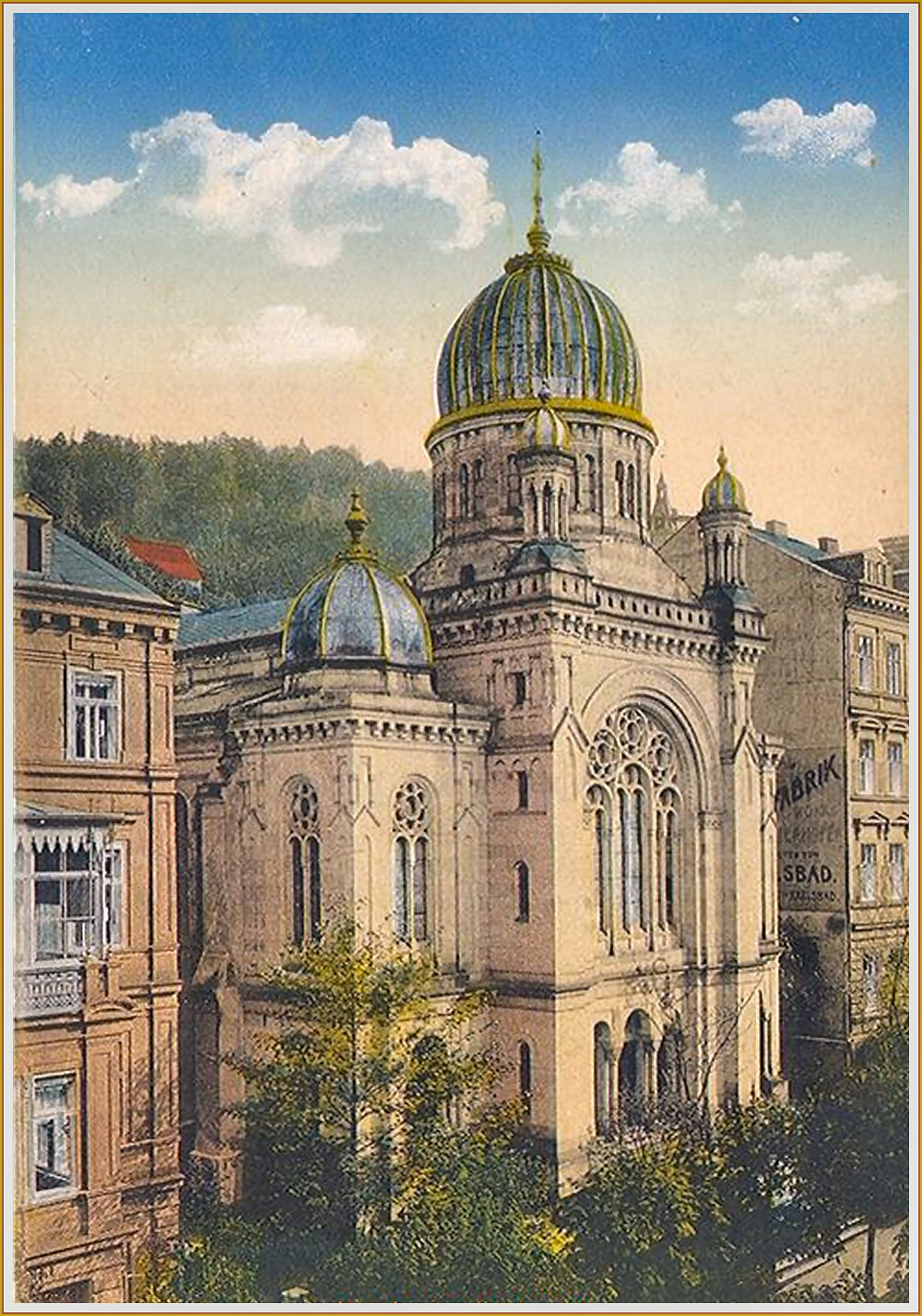
Synagogue de Karlsbad. Carte postale vers 1900
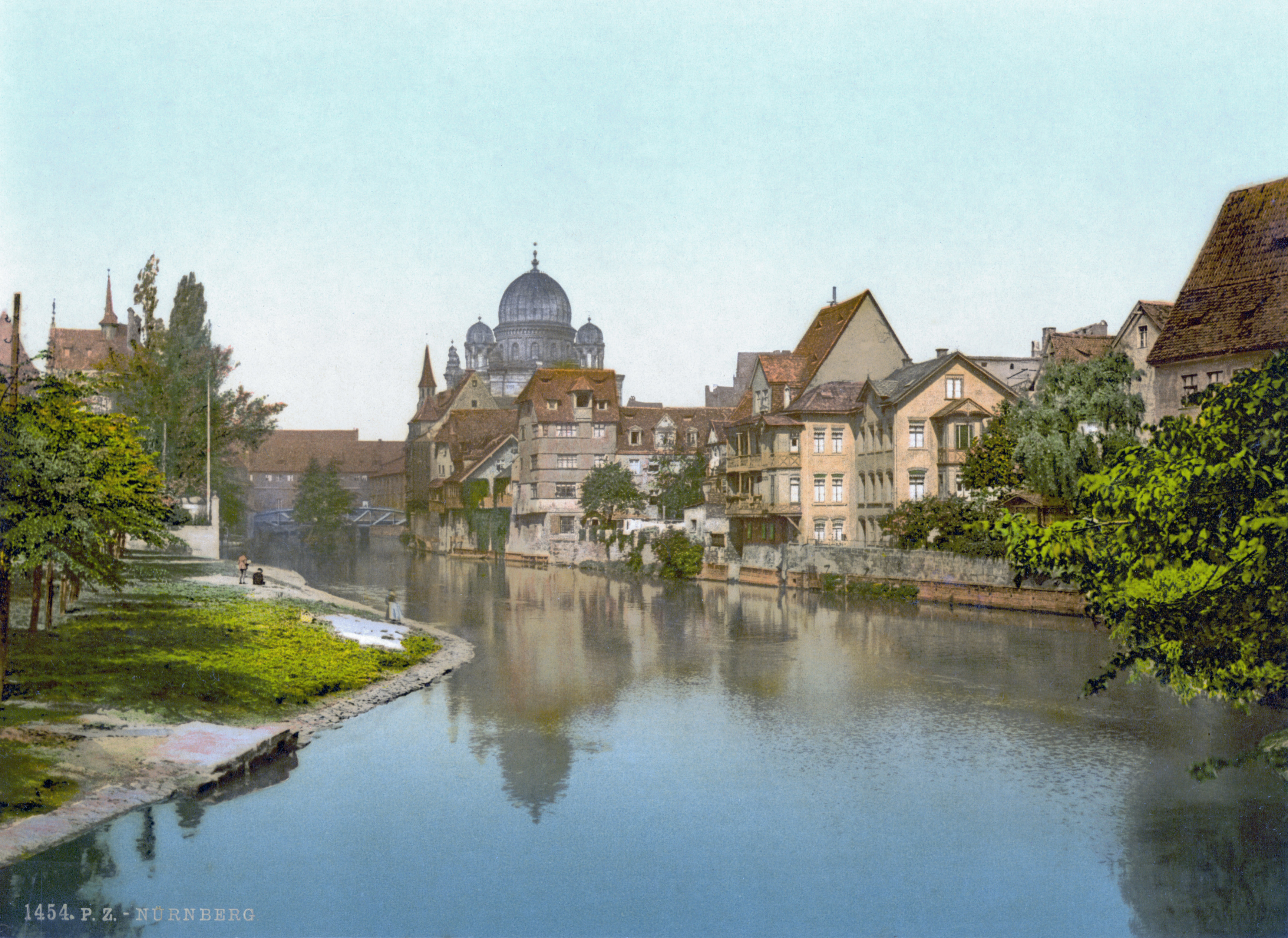
Vue de Nuremberg avec la synagogue. Carte postale vers 1900
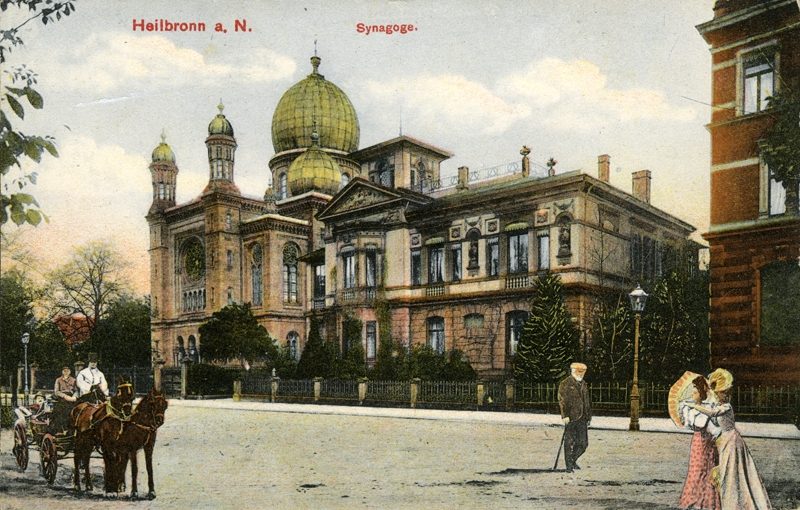
Ancienne synagogue d'Heilbronn. Carte postale vers 1900
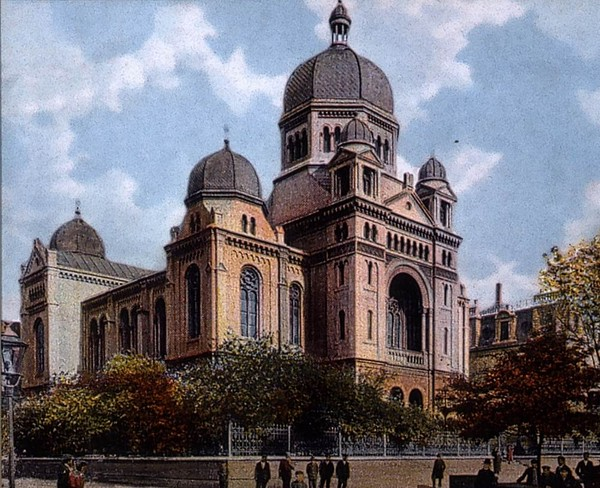
Grande synagogue de Łódź vers 1900
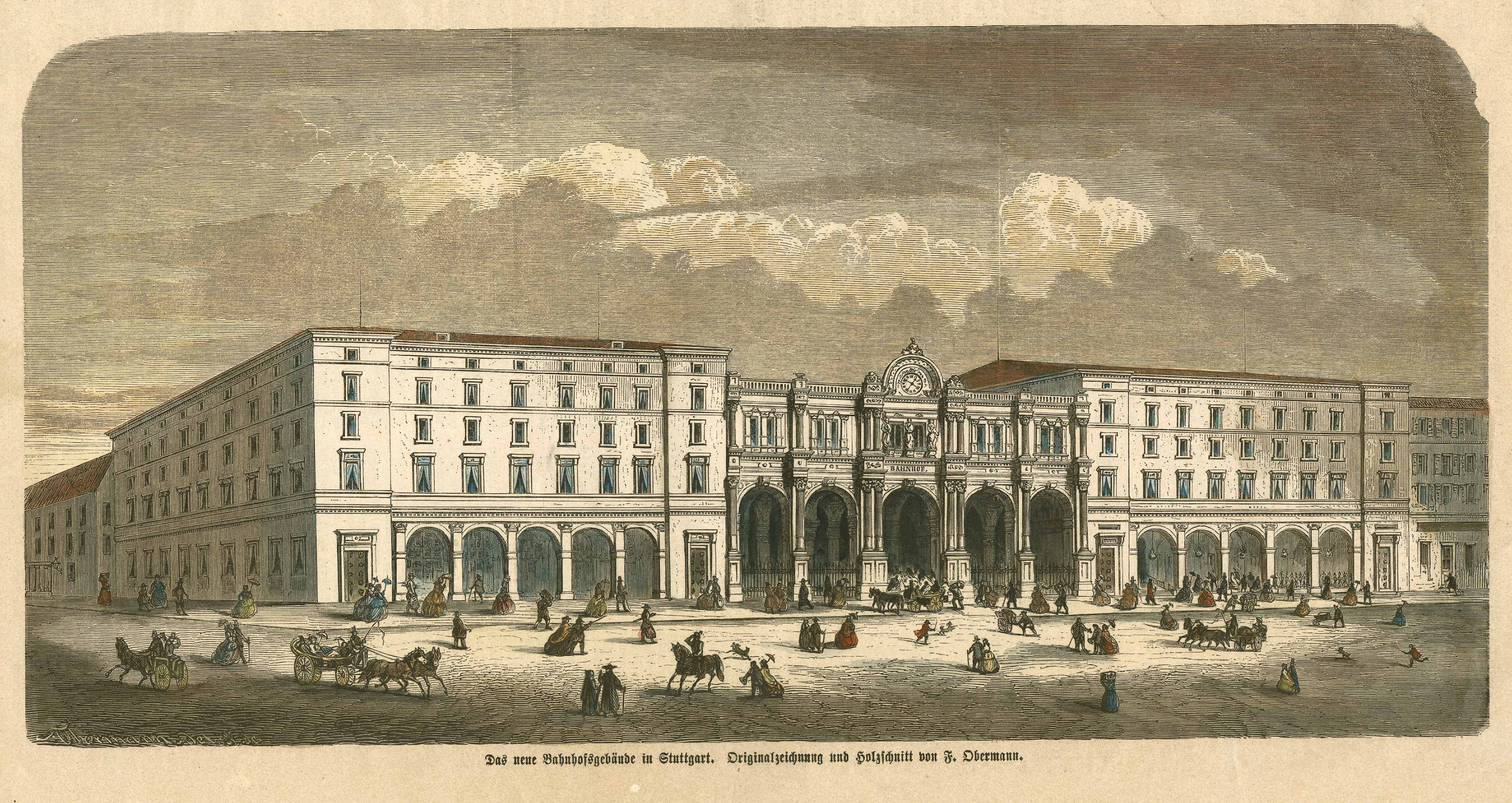
L'ancienne gare centrale de Stuttgart